# Рёмер (бокал)

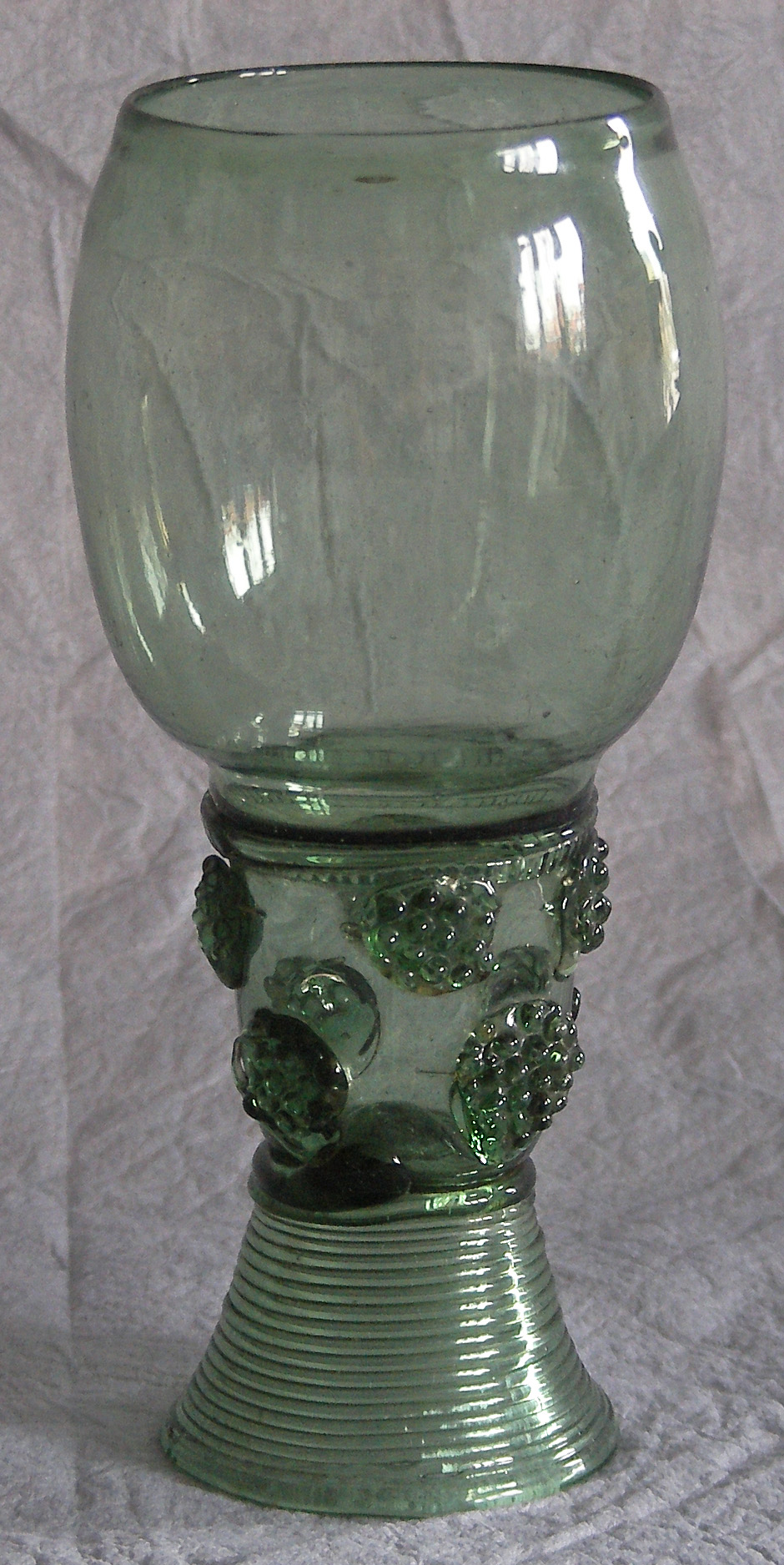
Рёмер XVII века
(Германия либо Нидерланды)

Рёмер (нем. Römer) — бокал для вина из цветного (как правило, зелёного или коричневого) стекла.
По всей видимости, слово «рёмер» происходит от лат. vitrum Romarium — «римское стекло». Изначально так назывались осколки древнеримских стеклянных изделий, которые немецкие стеклодувы использовали для переплавки и последующего изготовления бокалов.
Бокалы-рёмеры известны с XVI века. Они были распространены на всей территории Северной Европы; из них было принято пить белое вино. Традиция изготовления рёмеров была возрождена в XIX веке. В частности, их производил стекольный завод Терезиенталь в Нижней Баварии.
Для изготовления рёмеров традиционно использовалось так называемое «лесное стекло» (нем. Waldglas), имевшее характерный зеленоватый оттенок. Рёмер выдувался из цельного куска стекла; он имел округлую верхнюю часть, длинную полую ножку и широкое конусовидное основание, обвитое стеклянной нитью. Ножку украшали сферические выпуклости в форме виноградных гроздей (их также называют «малинками»). Помимо декоративной, они выполняли и практическую функцию, не давая бокалу выскользнуть из жирных пальцев пирующих. Стандартный рёмер вмещал 250 миллилитров вина.
Стенки бокала часто украшались гравировкой. Это могли быть дарственные надписи, орнаменты, виды голландских и немецких городов. Более дорогие бокалы иногда расписывали золотом или эмалевыми красками.

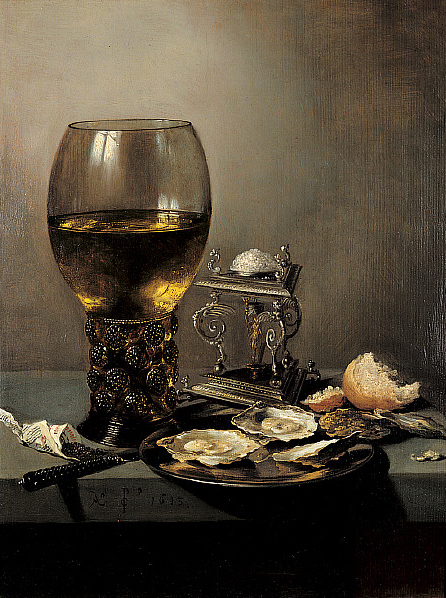
Питер Клас. Натюрморт, 1643

Рёмеры присутствуют на картинах большого количества голландских художников XVII века. Их изображали на своих натюрмортах Питер Клас, Виллем Клас Хеда, Герард Терборх, Ян Стен, Флорис Герритс ван Схотен, Клара Петерс и многие другие живописцы. Кубок с вином, с одной стороны, символизировал достаток в доме; с другой — напоминал об искупительной жертве Христа (вино традиционно ассоциировалось с кровью Христовой).
C рёмером чрезвычайно схож другой тип бокалов, распространённый в Германии и Нидерландах, — беркемайер. Основное отличие заключается в форме верхней части: у рёмера она бочкообразная, а у беркемайера имеет форму перевёрнутого конуса.